# Olšany u Prostějova
Olšany u Prostějova – gmina w Czechach, w powiecie Prościejów, w kraju ołomunieckim. Według danych z dnia 1 stycznia 2012 liczyła 1623 mieszkańców.
Dzieli się na dwie części:
- Olšany u Prostějova
- Hablov

Zobacz też:
- Olšany